# Alsvågvatnet
Alsvågvatnet – jezioro w Norwegii, na wyspie Langøya, w archipelagu Vesterålen.
Powierzchnia jeziora to 2,36 km², długość linii brzegowej 17,99 km. Lustro wody jest na wysokości 8 m n.p.m.